# Jean-Baptiste Salmson
Jean-Baptiste Salmson, född 1807 i Stockholm, död 1866 i Paris, var en svensk skulptör och medaljgravör.
Salmson var elev till François Joseph Bosio och utformade medaljer, mindre reliefer och kaméer. Bland hans mer noterbara arbeten märks en medalj över Gustav I. Salmson är representerad vid Metropolitan Museum of Art med en silvermedalj. Han var farfar till Émile Salmson (1859-1917) som 1889 startade företaget Salmson en verkstad specialiserad inom området för pumpar och ångmotorer och senare flygplan och bilar.